# Асатаяк

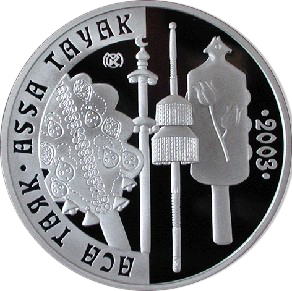
Асатаяк на памятной монете номиналом 500 тенге.

Асатаяк (каз. асатаяқ) — казахский и древнетюркский ударный инструмент, различный по форме и размеру. В высоту составляет от 30 до 120 см. Высокие, более 1 метра, напоминают жезл или трость в верхней части могут иметь закрепленную головку, украшенную орнаментом и металлическими кольцами, подвесками, форма головок и подвесок различная, имеет открытый и резкий звук. Меньшие по размеру чаще украшены конырау — колокольчиками и бубенчиками издающими мелодичный звук.

## Использование
И асатаяк, и дангыра (бубен) были атрибутами шаманских обрядов, из-за чего они не получили широкого распространения в музыкальном быту народа. Уже начиная с начала 19-го века оба инструмента стали постепенно забываться, их заменил кобыз, взявший на себя роль данных ударных инструментов.
В XIX веке о применении асатаяка шаманами (баксы) свидетельствуют этнографические труды Р. А. Пфеннига, Г. М. Броневского. Различные виды асатаяков в 1910 году были изображены художниками Г. Гурковым и Б. Беслюдовым к поэме «Киргиз» польского поэта Г. Зелинского, в рисунках А. Кастеева. асатаяк издает довольно мелодичный звук